# El cas de Catalunya: apel·lació a les Nacions Unides
El cas de Catalunya: apel·lació a les Nacions Unides és un document de reclamació de reconeixement de l'existència de la nació catalana presentat l'any 1945 a les Nacions Unides a San Francisco.
El document, en anglès Appeal to the United Nations on behalf of Catalonia, datat el 14 d'abril de 1945, va ser elaborat per Josep Carner-Ribalta, Josep Fontanals i Joan Ventura Sureda, com a Delegació als Estats Units del Consell Nacional de Catalunya, creat a Londres l'any 1940.

## Contingut de l'apel·lació
L'apel·lació en realitat es compon de tres documents 
- Carta als governs dels Estats Units, Regne Unit, Unió Soviètica i Xina, com a promotors de la Conferència de les Nacions Unides, sol·licitant l'admissió de l'apel·lació en les Nacions Unides
- Apel·lació a les Nacions Unides
- Apèndixs, amb informacions sobre la història de Catalunya i les adhesions de les comunitats catalanes a Amèrica

L'apel·lació pròpiament dita explica la situació de Catalunya com una nació oprimida per Espanya al llarg dels darrers segles i en aquell moment sota la dictadura de Franco. Especialment es fa èmfasi en la necessitat que el cas català sigui tractat de manera internacional i no considerat com un assumpte intern espanyol: 
Classificar la qüestió catalana entre els problemes interns de l'Estat Espanyol és nomenar l'opressor de Catalunya únic jutge i jurat en una causa en què el jutge és part. Ni Catalunya ni cap altra nació oprimida no pot esperar justícia del seu propi opressor.
També es fa constar que el retorn de la democràcia a Espanya no serà suficient si no inclou el reconeixement de Catalunya com a nació.
Finalment cal a les Nacions Unides
- Que es consideri el cas de l'alliberament nacional de Catalunya com un assumpte que requereix una solució immediata
- Que el cas sigui tractat sota els principis de la Carta Atlàntica, independentment de qualsevol solució regional prevista per a Espanya
- Que la posició de Catalunya dins Espanya sigui decidida pels catalans, un cop reconeguda Catalunya com a nació
- Que qualsevol desacord entre Catalunya i Espanya sigui tractat per les Nacions Unides o el Tribunal Internacional de Justícia en el seu nom

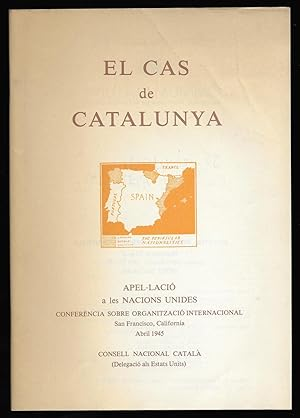
Edició impresa de El cas de Catalunya

## Llegat
L'apel·lació no fou admesa a la Conferència de les Nacions Unides, en principi perquè l'objectiu de la Conferència era l'organització de la pròpia entitat i no el tractament de temes concrets. De totes maneres, la situació al final de la II Guerra Mundial no va afavorir els interessos catalans, atès que des dels Estats Units i el Regne Unit es considerava Franco un mal menor i no va haver-hi interès real a derrocar-lo. També la desunió de les forces republicanes espanyoles a l'exili no va afavorir la presència de representants catalans a la conferència.
Malgrat tot, el document és recordat com una fita important en l'intent d'internacionalització del conflicte català